# Glucometro

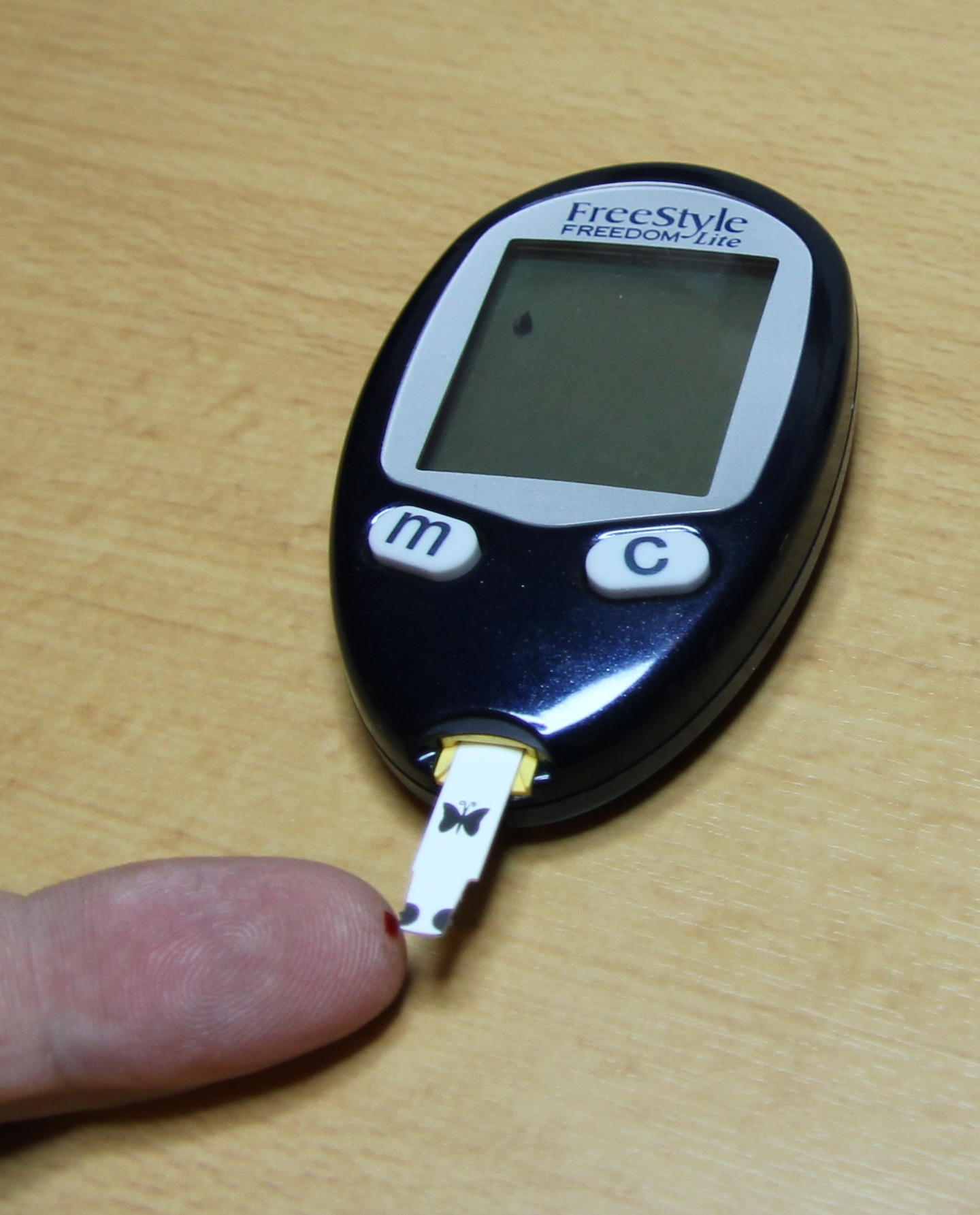
Un esempio di glucometro: sulla punta del dito è visibile una piccola goccia di sangue utilizzata per la misurazione

Il glucometro è uno strumento di semplice utilizzo per la misurazione della glicemia, ovvero della concentrazione di glucosio nel sangue; è utilizzato soprattutto dai pazienti affetti da diabete mellito.

## Funzionamento
Il sangue per la misurazione viene solitamente prelevato dal circolo capillare attraverso un piccolo foro praticato sulla punta del dito del paziente tramite un pungidito o lancette pungidito, e la misurazione del tasso glicemico avviene tramite la quantificazione della reazione enzimatica di ossidazione del glucosio, proporzionale alla sua concentrazione nel sangue ed operata dall'enzima glucosio ossidasi.
Nel metodo reflettometrico, che caratterizza i reflettometri, viene misurata l'intensità del colore del cromogeno generato dalla reazione, mentre nel metodo impedenziometrico viene misurata la conduttività elettrica del sangue stesso, indotta dalla corrente generata dalla reazione di ossidoriduzione stessa.

## Tempi d'attesa
Mediamente i glucometri moderni impiegano tra i 5 e i 10 secondi ad analizzare il campione di sangue prelevato, mentre i primi modelli impiegavano circa 30 secondi.

## Modelli
Le strisce su cui posizionare le gocce di sangue devono essere, a seconda dei modelli, inserite manualmente o in automatico: in questi ultimi è sufficiente inserire un rullino o un dischetto, accendere l'apparecchio e attendere che la striscia esca.